# San Leucio del Sannio
San Leucio del Sannio es una ciudad y comuna italiana de 3.000 habitantes aproximadamente, perteneciente a la provincia de Benevento, en la región de Campania.

## Demografía
| Gráfica de evolución demográfica de San Leucio del Sannio entre 1861 y 2001 |
|                                                                             |
| Fuente ISTAT - elaboración gráfica de Wikipedia                             |